# Sadova (okręg Dolj)
Sadova – wieś w Rumunii, w okręgu Dolj, w gminie Sadova. W 2011 roku liczyła 6705 mieszkańców.